# Prästtjärnen, Gästrikland
Prästtjärnen är en sjö i Sandvikens kommun i Gästrikland och ingår i Gavleåns huvudavrinningsområde. Sjön har en area på 0,0454 kvadratkilometer och ligger 88 meter över havet.

## Delavrinningsområde
Prästtjärnen ingår i det delavrinningsområde (672537-154770) som SMHI kallar för Mynnar i Gavleån. Medelhöjden är 90 meter över havet och ytan är 6,52 kvadratkilometer. Det finns inga avrinningsområden uppströms utan avrinningsområdet är högsta punkten. Vattendraget som avvattnar avrinningsområdet har biflödesordning 2, vilket innebär att vattnet flödar genom totalt 2 vattendrag innan det når havet efter 51 kilometer. Avrinningsområdet består mestadels av skog (80 procent). Avrinningsområdet har 0,05 kvadratkilometer vattenytor vilket ger det en sjöprocent på 0,7 procent.